# Phare du Cap-Blanc (Percé)
Pour les articles homonymes, voir Phare du Cap Blanc.
Le phare du Cap-Blanc (dit aussi phare de Percé) est une ancienne station d'aide à la navigation du golfe du Saint-Laurent, située à Percé dans la Gaspésie-Îles-de-la-Madeleine au Québec (Canada).

## Histoire
Le phare du Cap-Blanc est allumé en 1874. Ce phare construit en bois est remplacé en 1915 par un phare construit en béton armé. Il est éteint en 1956.

## Patrimoine
La base de l'ancienne tour en bois a été sauvegardé et transformé en habitation par un ancien gardien de phare.